# Gebouw Delftse Poort 1
Gebouw Delftse Poort (ang. Gate of Delft Building) – kompleks biurowy składający się z dwóch wieżowców zlokalizowanych w okolicy dworca kolejowego Rotterdam Centraal w Rotterdamie. Wyższa wieża kompleksu posiada 41 kondygnacji i mierzy 151 metrów, natomiast niższa ma 25 kondygnacji i 93 metry wysokości. Budowa budynków trwała 4 lata od 1988 do 1992 roku. Całkowity koszt budowy kompleksu wyceniono wtedy na 240 milionów guldenów holenderskich (około 130 milionów $). Obecnie cały budynek należy do holenderskiej firmy ubezpieczeniowej Nationale-Nederlanden.